# Gineceo

Posiciones posibles del ovario en la flor: súpero, semiínfero e ínfero; a) androceo, g) gineceo, p) pétalos, s) sépalos, r) receptáculo

El gineceo, antiguamente llamado también pistilo (lat.:pistillum, -i /pistillus, -i: pilón, mano del mortero), es la parte femenina de las flores en las plantas angiospermas; su equivalente masculino es el androceo.
Es el cuarto verticilo en una flor completa.
El gineceo está formado por las hojas carpelares o carpelos, sobre los cuales se producirán los óvulos o primordios seminales que contendrán a los gametos femeninos. El gineceo puede estar formado por una o varias hojas carpelares libres entre sí (se lo denomina entonces gineceo dialicarpelar o apocárpico) o unidas entre sí (gineceo gamocarpelar o sincárpico y siendo lo más frecuente), y en el mismo se pueden reconocer diferentes elementos:
- Ovario: cavidad que encierra a los óvulos.

- Estilo: parte estéril más o menos larga que sirve como un cañón donde se depositarán los granos de polen, los cuales serán retenidos por la secreción de líquido estigmático.

- Estigma: cavidad superior al estilo.

El gineceo puede carecer de estilo, entonces el estigma se dispone directamente sobre el ovario y se lo denomina estigma sésil.
En los carpelos pueden reconocerse tres nervios principales, de los cuales dos recorren los bordes de la hoja carpelar y junto a ellos nacen los óvulos; estos nervios se denominan nervios placentarios. El nervio central del carpelo, homólogo al medio de los nomófilos, es el nervio carpelar.
Los óvulos servirán para originar las semillas, llamados por este motivo primordios seminales y aparecen como protuberancias globosas en los bordes de las hojas carpelares.